# Гай Мамилий Ателл
Гай Мами́лий Ате́лл (лат. Gaius Mamilius Atellus; умер в 174 году до н. э., Рим, Римская республика) — римский политический деятель из плебейского рода Мамилиев. В 209 году до н. э. первым из плебеев был избран на пост главного куриона. В 208 году до н. э. был плебейским эдилом и с успехом провёл Плебейские игры совместно с коллегой — Марком Цецилием Метеллом. Благодаря этому Ателл был избран претором на 207 год до н. э. Он получил в управление Сицилию с двумя легионами. В 203 году до н. э. Ателл был в составе посольства, отправившегося в Македонию, чтобы предостеречь царя Филиппа V от враждебных действий. Он умер в 174 году до н. э., во время большой эпидемии.